# Mecolaesthus taino
Mecolaesthus taino là một loài nhện trong họ Pholcidae. Loài này được phát hiện ở Guadeloupe và Dominica.